# Печатница на Църноевич
Печатницата на Църноевич е печатница от края на XV век, своеобразен феномен в духовния, писмен и културен живот на Балканите. Тя е първата печатница на малкото и останало все още независимо княжество Черна гора. Основана е от Георги IV Църноевич (син на владетеля Иван Църноевич), който я инсталира в Обод, а после я премества в Цетинския манастир.
Георги Църноевич, последният владетел на княжество Зета, преименувано по новата столица под Ловчен на Черна гора, е изявен книжовник и духовен деятел.
В историята на това кирилско, и поне по езика си среднобългарско книгопечатане, има само една оригинална инкунабула – частично Житието на Стефан Дечански от Григорий Цамблак, отпечатано с Псалтира на 22 септември 1494 г. в Цетине. 
Освен него са отпечатани в държавната зетска печатница още четири инкунабули:
1. Ободски Октоих Първогласник – на 4 януари 1494 г.;
2. Молитвеник или Требник;
3. Псалтир излязъл от печат на 22 септември 1495 г. и
4. Октоих Петогласник.

От всичките инкунабули, само първата е печатана в Обод.